# Ismaël Bullialdus
Ismaël Boulliau (în latină Bullialdus; n. 28 septembrie 1605, Loudun, Poitou-Charentes, Franța – d. 25 noiembrie 1694, Paris, Regatul Franței) a fost un astronom și matematician francez din secolul al XVII-lea, care a fost interesat și de istorie, teologie, studii clasice și filologie. A fost un membru activ la Republica Literelor, o comunitate intelectuală care a făcut schimb de idei. Un prim apărător al ideilor lui Copernic, Kepler și Galileo, Ismael Bullialdus a fost numit „cel mai remarcat astronom al generației sale”. Una dintre cărțile sale este Astronomia Philolaica (1645). 

## Viața și cariera
Ismael Bullialdus a fost cel de-al doilea născut dintre al părinților săi, Susanna Motet și Ismael Bullialdus. Tatăl său era un notar de profesie și un astronom amator care făcea observații în Loudun, Franța. Fratele său mai mare a fost numit inițial după tatăl lor Ismael, dar a murit la scurt timp după naștere.
La 21 de ani, Bullialdus s-a convertit la catolicism roman și a fost hirotonit la 26 de ani. Un an mai târziu, în 1632, s-a mutat la Paris. Bucurându-se de patronajul familiei de Thou, Bullialdus a lucrat 30 de ani la Paris ca bibliotecar asociat cu frații Jacques și Pierre Dupuy, care lucrau la Bibliothèque du Roi ( Bibliothe ), prima bibliotecă regală a Franței. După moartea angajatorilor săi, frații Dupuy, Bullialdus a devenit secretar al ambasadorului francez al Olandei. Însă, după o dispută cu acesta în 1666, s-a mutat din nou, de această dată la Colegiul de Laon, unde a lucrat din nou ca bibliotecar.
Bullialdus a publicat prima sa lucrare De Natura Lucis în 1638, pe care a urmat-o cu multe alte lucrări publicate, de la cărți la corespondența din perioada implicării în Republica Literelor. El a fost unul dintre primii membri care a fost ales ca asociat străin la Royal Society of London la 4 aprilie 1667, la numai șapte ani de la fondarea Societății. Și-a petrecut ultimii cinci ani din viață ca preot, aceeași ocupație în care și-a început cariera.
S-a retras la Abația Sfântul-Victor din Paris, unde a murit la vârsta de 89 de ani.

## Implicarea în Republica Literelor
Bullialdus a fost un membru activ al Republicii de Litere, rețeaua de corespondență intelectuală pe distanțe lungi, care a apărut ca o comunitate internațională de savanți autoproclamați și figuri literare. Bullialdus a fost un corespondent prolific, cu aproximativ 5.000 de scrisori care au supraviețuit până în zilele noastre. Scrisorile sale demonstrează întinderea geografică a Republicii de Litere; el a corespondat cu savanți nu numai în țări din apropiere, precum Olanda și Italia, dar și în Scandinavia, Polonia și Orientul Apropiat. Aproximativ 4.200 dintre aceștia se află în Colecția Boulliau din Bibliothèque nationale de France (anterior „Bibliothèque du Roi”) cu alte 800 de scrisori care se află în afara colecției în 45 de arhive diferite din aproape o duzină de țări. Din păcate, multe dintre manuscrisele sale sunt pierdute; la scurt timp după moartea sa, toată biblioteca sa - cărți, manuscrise și corespondență - a fost dispersată. 
Cele mai cunoscute dintre scrisorile cunoscute incluse în Arhiva originală Boulliau includ corespondența cu luminare notabile, inclusiv Galileo, Marin Mersenne, Henry Oldenburg, Christiaan Huygens și Fermat. Pe lângă propriile sale scrisori, Bullialdus a contribuit la „Arhivele Revoluției Științifice”. Printre lucrările lui Bullialdus se numărau note și examene ale unor manuscrise rare. Printre scrisorile sale s-au găsit, de asemenea, copii ale manuscriselor contemporanilor săi pe care le-a păstrat. Probabil cele mai notabile au fost cele zece volume de autografe originale adresate lui Nicolas-Claude Fabri de Peiresc.

## Lucrări principale

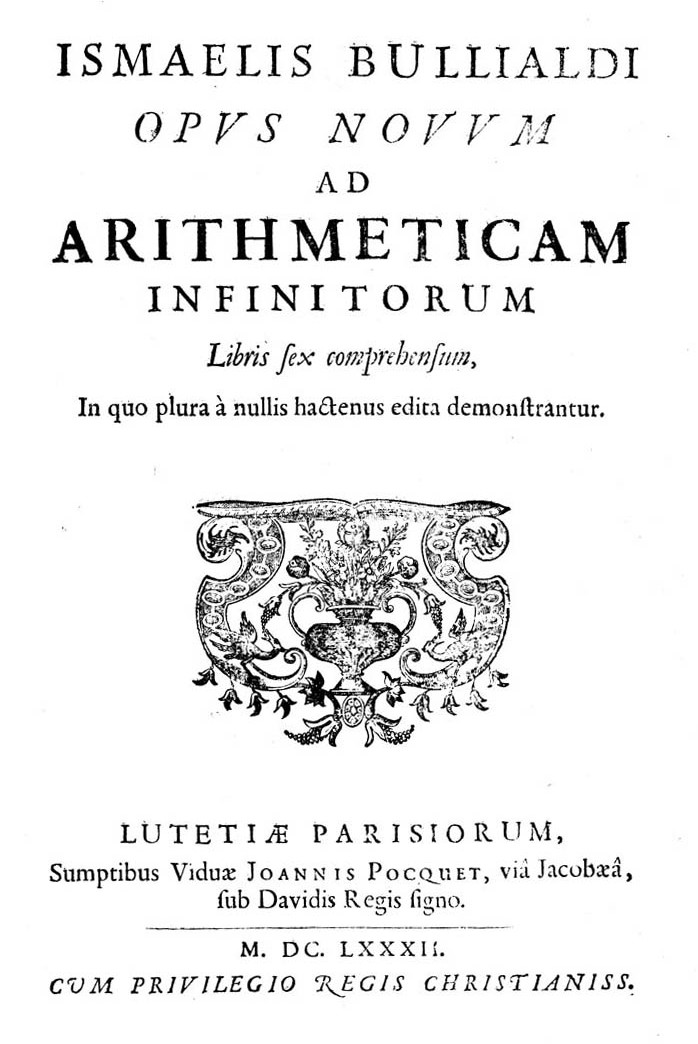
Opus novum ad arithmeticam infinitorum libris sex compreum, 1682

- De natura lucis (1638)
- Philolaus (1639)
- Expositio rerum mathematicarum ad legendum Platonem utileum, traducere din Theon of Smyrna (1644)
- Astronomia philolaica (1645)
- Exercitationes geometricae tres (1657)
- De lineis spiralibus demonstrationes novae (1657)
- Opus novum ad arithmeticam infinitorum (1682)
- Ad astronomos monita duo (1667)

Cea mai cunoscută lucrare a lui Ismael Bullialdus este Astronomia Philolaica. Publicată în 1645, cartea este considerată de unii istorici ai științei moderne drept cea mai importantă carte din astronomie între Kepler și Newton. Cartea a răspândit principiul elipselor planetare ale lui Kepler, cu toate că, în timp ce Kepler a folosit o cauză fizică pentru a explica mișcarea planetară, și a invitat matematica și știința pentru a-și susține teoria, Bullialdus a oferit o cosmologie cu totul nouă, „Ipoteza Conică”. 

### Ipoteze deastronomie filolaică
Astronomia filolică Bullialdus cuprinde 14 ipoteze principale:
1. Planetele au o mișcare simplă într-o linie simplă.
2. Revoluțiile planetare sunt egale, perpetue, uniforme.
3. Ar trebui să fie revoluții regulate sau compuse din revoluții regulate.
4. Ele pot fi doar circulare.
5. Sau compus din cercuri.
6. Mișcările ar trebui să aibă un principiu de egalitate.
7. Întrucât arată o anumită inegalitate, centrul zodiacului trebuie să fie punctul de referință al inegalității.
8. Acest punct este la soare.
9. Jumătate din inegalitate este atribuită excentricității, cealaltă unei alte cauze care face planeta mai lentă în apsidă, mai puțin lentă la periheliu, fără a perturba egalitatea de mișcare sau a o transpune în alt loc.
10. Când planeta, trecând de la afeliu, ajunge la cvadratură pe aceeași suprafață, cu mișcare egală, ar trebui să difere complet de mișcarea aparentă a primei inegalități complet sau aproape așa; dar pentru că cealaltă jumătate (a inegalității) se datorează distanței dintre cercuri, centrul mișcării planetare trebuie să fie între punctele mișcării adevărate și aparente.
11. Deoarece mișcarea egală în primul cadran este mai mare decât mișcarea aparentă, acea parte a mișcării aparente trebuie să fie mai mare, prin urmare, de la primul cadran la perihelie, arcul descris la perihelion trebuie să fie mai mare decât primul.
12. Toată revoluția este compusă din părți circulare; același lucru este valabil pentru fiecare parte.
13. Mișcarea egală este uniformă; astfel, mișcarea care vine din afelie corespunde cercurilor paralele mai mari, care cresc de la afelie la perihelion. Această mișcare egală nu corespunde unui singur cerc, ci mai multor cercuri inegale cărora le corespunde și mișcarea aparentă; mișcarea aparentă include toate cercurile de pe aceeași suprafață. Mișcarea trebuie să fie [de asemenea] excentrică și înclinată.
14. Aceste cercuri se succed într-o serie continuă și sunt toate paralele între ele; ele nu se suprapun sau se încadrează unele pe altele; mișcarea aparentă formează o suprafață solidă care conține cercuri mai mari și mai mici.

### Ipoteza lui Bullialdus
- Ipoteza conică: „Planetele, conform acelui astronom [Boulliau], se învârt întotdeauna în cercuri; pentru că aceasta este cea mai perfectă figură, este imposibil să se învârte în oricare alta. Totuși, niciuna dintre ele nu continuă să se miște într-un singur cerc, ci trece permanent de la unul la altul, printr-un număr infinit de cercuri, pe parcursul fiecărei revoluții; pentru că o elipsă, a spus el, este o secțiune oblică a unui con, iar într-un con, între vârfurile elipsei există un număr infinit de cercuri, din părțile infinit de mici din care este alcătuită linia eliptică. Prin urmare, Planeta, care se mișcă în această linie, se deplasează într-o porțiune infinit de mică dintr-un anumit cerc. De asemenea, mișcarea fiecărei Planete a fost, din același motiv, perfect echivalentă. O mișcare echivalentă fiind cea mai perfectă dintre toate mișcările. Totuși, nu în linia eliptică a fost echivalent, ci în oricare dintre cercurile care erau paralele cu baza acelui con, a cărui secțiune a formatat această linie eliptică: pentru, dacă o rază era extinsă de la planetă la oricare dintre aceste cercuri, și purtată de mișcarea sa periodică, ar tăia porțiuni egale ale acelui cerc în timp egal; un alt cerc de egalizare cel mai fantastic, susținut de nicio altă fundație în afară de legătura frivolă între un con și o elipsă, și recomandat de nimic altceva decât pasiunea naturală pentru orbitele circulare și mișcările echitabile "(Adam Smith, History of Astronomy, IV.55-57).

## Vezi și
- Lista oamenilor de știință-clerici romano-catolici
- Republica Literelor